# Sora Naegino
Sora Naegino (苗木野　そら Naegino Sora?) este un personaj ficțional și protagonista din seria anime și manga Kaleido Star. Născută în Japonia, aceasta a visat încă din copilărie să fie o membră a distribuției Kaleido Stage (echivalentul lui Cirque du Soleil) din San Francisco;  Sora fusese spectatoare la una din producțiile Kaleido Stage, și anume Alice în Țara Minunilor, urmărind reprezentația alături de părinții ei. La puțin timp, ambii părinți vor deceda și aceasta va fi adoptată de către unchiul și mătușa ei, care nu aveau copii. De-a lungul vieții sale până în momentul când va ajunge în America, Sora se va antrena în speranța că va deveni membră a Kaleido Stage.
Cu toate că părinții ei adoptivi au fost reticenți cu privire la plecarea acesteia, Sora va ajunge în America, unde se va rătăci; va încerca să afle indicații privind locația companiei Kaleido Stage, se va întâlni cu Kalos Eldo, iar bagajul său va fi furat datorită unei clipe de neatenție. Urmărindu-l pe cel care i-a furat bagajul, Sora va da dovadă de abilități gimnaste și acrobatice care o vor ajuta să își recupereze bunul; totodată, va fi adusă la secția locală de poliție, fiind considerată o fugară.  
Va fi adusă la Kaleido Stage de către polițistul Jerry, însă Sora constată că audițiile s-au încheiat; cu toate că i se alocă posibilitatea de a continua audiția, principalul star (și idolul Sorei), Layla Hamilton, va refuza prezența ei, motivând că trebuia să fie punctuală, asemeni celorlalți participanți. 
Tristă, i se confesează lui Ken Robbins, șeful audiției, spunându-i motivul sosirii ei in San Francisco. Înduioșat, Ken îi propune să vadă un spectacol din culise. Acolo, Sora salvează un membru scenic de un balon, luxându-i încheietura. Pentru că era nevoie de o persoană la trambulină, Kalos Eldo, șeful Kaleido Stage, o desemnează pe Sora să fie înlocuitoarea persoanei rănite. Merge să își ia costumul și în cabină îl vede pe Fool, Spiritul Scenei, însă crede că are halucinații. Pe scenă e neîndemânatică și, la auzul încurajărilor unei fetițe, se hotărăște să facă cel mai uimitor spectacol. Acest lucru îi reușește, însă Layla Hamilton e iritată de faptul că Sora făcuse un spectacol jalnic înaintea reprezentației sale uimitoare alături de Yuri Killian, cerându-i să plece. Cu lacrimi în ochi își ia bagajele și se pregătește să plece, însă e oprită de Ken, care îi spune că poate să rămână. 
Pe parcursul anime-ului va întâlni numeroase obstacole ce o va ajuta să dobândească o maturizare mentală și spirituală. Va fi ajutată de numeroșii ei prieteni și de Spiritul Scenei, Fool
Este dublată de Ryo Hirohashi în versiunea japoneză și de Cynthia Martinez în versiunea engleză a Kaleido Star.

## Descriere

### Copilăria
Sora s-a născut prematur la șapte luni. La vârsta de 6 ani a urmărit alături de părinții ei, Chikara și Tsuyoshi Naegino, spectacolul Alice în Țara Minunilor, de la Kaleido Stage. După călătoria lor în S.U.A., părinții Sorei au murit iar aceasta a fost adoptată de verișorii tatălui ei. Dorind să devină membră a locului vizitat de ea în copilărie a urmat cursuri de acrobație și meditații la limba engleză.

### Adolescența
Aceasta sosește în Statele Unite ale Americii cu un singur țel: acela de a deveni membra circului Kaleido Stage. La început nu îi sunt recunoscute abilitățile, dar cu timpul începe să exceleze. Cu fiecare nouă reprezentație în care joacă câștigă mai multă experiență și învață mai multe lucruri despre cum să fii un bun acrobat. Se maturizează foarte mult ajutată de prietenii ei, Layla, Spiritul Scenei și chiar și rivala sa May. Sora demonstrează astfel că dacă crezi în tine și în visurile tale, limita îți este cerul. Reușește prin felul ei de a fi să-i convingă și pe ceilalți să-și urmeze visele.

## Înfățișare
Sora are părul violet tuns până la umeri. Ținuta sa este formată dintr-o salopetă albastră, un tricou alb și pantofi portocalii. La antrenamente poartă un tricou alb, pantaloni scurți albaștrii, jambiere roz și poante. Pentru antrenamentul în apă folosește un costum negru cu verde.

## Kaleido Stage
Deoarece îl urmărise pe cel ce îi furase bagajul și pentru că a fost la poliție, Sora întârzie la audițiile pentru Kaleido Stage. Layla Hamilton nu îi acceptă prezența la Kaleido Stage, motivând că nu trebuia să întârzie, spulberându-i visul de a fi membră a acestui loc. Tristă, i se confesează lui Ken Robbins, șeful audiției, spunându-i motivul sosirii ei in San Francisco. Înduioșat, Ken îi propune să vadă un spectacol din culise. Acolo, Sora salvează un membru scenic de un balon, luxându-i încheietura. Pentru că era nevoie de o persoană la trambulină, Kalos Eldo, șeful Kaleido Stage, o desemnează pe Sora să fie înlocuitoarea persoanei rănite. Merge să își ia costumul și în cabină îl vede pe Fool, Spiritul Scenei, însă crede că are halucinații. Pe scenă e neîndemânatică și, la auzul încurajărilor unei fetițe, se hotărăște să facă cel mai uimitor spectacol. Acest lucru îi reușește, însă Layla Hamilton e iritată de faptul că Sora făcuse un spectacol jalnic înaintea reprezentației sale uimitoare alături de Yuri Killian, cerându-i să plece. Cu lacrimi în ochi își ia bagajele și se pregătește să plece, însă e oprită de Ken, care îi spune că poate să rămână. I se dă un dormitor, unde îl revede pe Fool. Speriată de prezența misterioasă, încearcă să găsească o altă cameră. Vizita la managerul dormitoarelor e interesantă, acesta fiind nimeni altul decât diva Kaleigo Stage, Sarah Dupont. Sarah e un fan avid al artelor marțiale și îi propune Sorei executarea a nenumărate exerciții făcute de ea, însă e refuzată mereu.

### Întâlnirile cu Spiritul Scenei
Sora este unica persoană care îl poate vedea pe Fool, Spiritul Scenei, personaj ce îi dezvăluie că a fost aleasă de Scenă pentru a executa, împreuna cu Layla Hamilton, Legendara Manevră(un mit printre acrobații). Îl observă pentru prima dată în momentul preluării unui costum de iepure pentru a înlocui o persoană rănită. Crede că halucinează, însă îl va revedea în dormitorul ei. În primul sezon îi dezvăluie Sorei viitorul posibil prin intermediul cărților de Tarot. Totodată îi spune că deși o prezicere indică lucruri care nu sunt benefice, viitorul poate fi schimbat, lucru care se posibil în funcție de eforturile depuse de cel în cauză. În al doilea sezon viitorul îi este citit prin intermediul Astrologiei. Cu toate acestea, însuși Fool afirmă că nu este nici aliat, nici dușman. Observând că este vizibil Laylei, le spune ei și Sorei despre Legendara Manevră, însă nu le spune în ce constă aceasta.

### Roluri
Pe parcursul animeului, Sora va interpreta numeroase roluri în diverse spectacole organizate de Kaleido Stage:
| Numele reprezentației        | Tipul rolului | Personajul interpretat    | Partener                 |
| ---------------------------- | ------------- | ------------------------- | ------------------------ |
| Romeo și Julieta             | Secundar      | Iepure                    | -                        |
| Cenușăreasa                  | Secundar      | Zâna cea Bună             | Mia Guillem, Anna Heart  |
| Bătălia Diabolo              | Principal     | -                         | Rosetta Passel           |
| Mica Sirenă                  | Principal     | Mica Sirenă               | Anna Heart               |
| Nopțile Arabe                | Principal     | Tâlhar                    | Layla Hamilton           |
| Libertatea                   | Principal     | Lider al oamenilor liberi | Layla Hamilton           |
| Manevra Legendară            | Principal     | -                         | Layla Hamilton           |
| Saiyuki, călătorie spre Vest | Principal     | Prințesa Saiyuki          | Leon Oswald              |
| Dracula                      | Secundar      | Vampiriță patinatoare     | Mia Guillem, Anna Heart  |
| Kids Stage                   | Principal     | -                         | Marion Benigni           |
| Salome in Vegas              | Secundar      | Ipostază a lui Salome     | Layla Hamilton, May Wong |
| Lacul Lebedelor              | Principal     | Odette                    | Leon Oswald              |
| Prințesa fără zâmbet         | Principal     | Prinț                     | Rosetta Passel           |
| Legenda Phoenixului          | Principal     | Phoenix                   | Layla Hamilton           |

Reprezentațiile scenice ale Sorei care sunt direcționate de Kaleido Stage în diverse scopuri, cum ar fi scopuri publicitare și de experiență a altor instituții asemănătoare: 
| Locul interpretației           | Personajul interpretat | Partener                                         |
| ------------------------------ | ---------------------- | ------------------------------------------------ |
| Tabăra Scenică                 | Prințesă               | Dio                                              |
| Festivalul din Vancouver       | -                      | Membrii Freedom Lights și The Masked Star(Layla) |
| Kenneth Motors Corporation     | Șoricel                | May Wong, Rosetta Passel                         |
| Festivalul de Circ de la Paris | Înger                  | Yuri Killian                                     |
| Noir Circus                    | Prinț                  | Rosetta Passel                                   |

### Relațiile sale cu membrii Kaleido Stage
- Kalos Eldo este șeful brazilian al Kaleido Stage cu care se întâlnește Sora. Întâlnirea lor este una ciudată: aflându-se la un stand de ziare și auzind-o pe Sora întrebând de Kaleido Stage, Kalos merge lângă tânără, uitându-se îndelung la picioarele ei bine dezvoltate pentru a fi acrobat. Sora îl numește "pervers" și fuge după cel care îi furase bagajele. În culise se reîntâlnește cu el, află că este șeful Kaleido Stage și este uimită să afle că va avea șansa să joace pe scenă. De-a lungul serialului, Kalos va fi sursa de sfaturi pentru Sora, fiind totodată și cel care le va dezvălui Sorei și Laylei metoda de antrenament pentru Manevra Legendară. Cei doi au însă și perioade în care se ceartă, Kalos regretând prezența Sorei la Kaleido Stage. Cu ajutorul Sorei va recunoaște că o iubește pe Sarah.
- Ken Robbins este managerul scenic. Nu poate fi acrobat sau să mănânce condimentat din cauza unor probleme cu inima. O admiră și iubește pe Sora, neavând însă curajul să îi spună acest lucru; totuși, aceste lucruri nu îl impiedică să o ajute, fiindu-i câteodată antrenor personal, avertizând-o de unele pericole din timpul antrenamentelor și având grijă să nu se rănească antrenându-se excesiv. El este cel care le lasă pe fete să locuiască la el până ce Kaleido Stage este reinstaurat de către Sora și Layla.
- Layla Hamilton este personajul care la început deține rolul antagonic. Pe parcursul primelor 12 episoade Layla nu acceptă prezența Sorei pe scenă, însă va învăța să o agreeze pe Sora, devenind partenere. În timpul repetițiilor pentru Noptile Arabe Layla locuiește cu Sora pentru a se putea sincroniza cu ea. În timpul antrenamentelor pentru Manevra Legendară, Layla  sesizează că pentru ca manevra să aibă succes, executanții trebuie să aibă aceeași greutate, așa că se hotărăște să slăbească. Acest lucru îi cauzează o durere puternică de cap în timpul unui antrenament, lucru ce o face să se lovească cu umărul drept de o stâncă. Îi ascunde Sorei acest lucru, însă observă că are dureri foarte mari. Medicul de la Kaleido Stage, Kate, îi spune că și-a luxat umărul și că ar trebui să înceteze antrenamentul pentru a se putea recupera. Nu o ascultă și împreună cu Sora începe execuția Manevrei Legendare. La sfârșitul Manevrei Layla  simte dureri îngrozitoare la nivelul umărului, spunându-i Sorei că s-ar putea să nu mai interpreteze pe scenă niciodată. Dorește însă ca Sora să devină visul ei, motivând-o să devină o adevărată Kaleido Star. Va mai colabora cu Sora pe scenă pe Broadway în Salome in Vegas, va concura cu aceasta pentru rolul Odettei din Lacul Lebedelor și vor interpreta împreună Legenda Phoenixului.
- Yuri Killian este idolul masculin al Sorei de la Kaleido Stage. Este salvată de acesta de 2 ori, ambele dăți fiind în timpul antrenamentelor. Yuri observă potențialul scenic al acesteia, fiind impresionat de capacitățile ei. Va încerca să o convingă să i se alăture circului său pentru a-l  falimenta pe Kalos, însă va fi refuzat. După închiderea Kaleido Stage-ului, fetele încearcă restituirea lui prin angajarea la Marine Park și prin câștigarea Festivalului de la Vancouver. Ambele șanse sunt sabotate de Yuri și, pentru a reda grupului Sorei Kaleido Stage înapoi, ea și Layla  trebuie să realizeze Manevra Legendară. După interpretarea reușită a acesteia, Yuri merge la Paris pentru studii. Acolo se va întâlni cu Sora pentru a putea participa la Festivalul de circ de la Paris. Acceptă invitația Sorei și se vor antrena împreună pentru a intra la Festival cu Acrobația Îngerului. Totodată îi mărturisește că el este ucigașul Sophiei, sora lui Leon Oswald.
- Mia Guillem este cea care propune în mod indirect execuția Phoenixului de Aur[9] de către Sora. Văzând că aceasta se antrenează foarte mult, e impresionată de ea și devin prietene foarte bune, alături de Anna. Cu Sora și Anna ca suport moral se hotărăște să devină scenaristul de la Kaleido Stage, dorind mai multă literatură în reprezentațiile scenice, lucru ce se va realiza când devine scenaristă, concepând numeroase scenarii cu multe acrobații interesante pentru tânăra Naegino[11]. Își folosește abilitățile de jonglat și trambulină pentru a rezolva unele din problemele trioului, primind însă roluri minore în spectacole.
- Anna Heart este cea care, alături de Mia, reușește să lege o prietenie puternică cu Sora în timpul antrenamentelor Phoenixului de Aur. E un student remarcabil la Kaleido Stage , tot timpul având un rol impozant în spectacole. Sora este persoana care reușește să restabilească legătura dintre Anna și tatăl ei, comediantul Jack Barone. La fel ca și Mia are roluri minore, încercând mereu să o convingă pe Mia să îi adauge scene comice în reprezentațiile sale.
- Polițistul Jerry este un polițist care a adus-o pe Sora la secție, pretinzând că aceasta este o fugară. Aflând că dorește să meargă la Kaleido Stage, Jerry o duce cu mașina poliției până acolo, fiind un iubitor al Kaleido Stage. Se declară "fanul #1" al Sorei și îl va conduce pe tatăl Sorei la Kaleido Stage, fiind bucuros să îl vadă pe acesta în S.U.A. Sora va fi cea care îl convinge să îi spună doctoriței de la Kaleido Stage, Kate, că este îndrăgostit de ea. În timpul unui jaf la o bancă este prins și legat de către Sora, iar în timp ce este dezlegat de Kate o cere în căsătorie.
- Doctorița Kate este cea care are grijă de bolnavii de la Kaleido Stage. Aceasta face cunoștință cu Sora în episodul 5, când tatăl adoptiv al Sorei este adus la spitalul de la Cape Mary în urma unui atac de cord. Tot Kate o va ajuta pe Midori Naegino, mama Sorei, să nască. Îl cunoaște pe polițistul Jerry de când erau copii și este cerută în căsătorie de către acesta. Kate o va ajuta pe Sora cu un loc de antrenament pentru Nopțile Arabe la Marine Park. Totodată îi va îngriji rănile provocate de antremanentul pentru Acrobația Îngerului.
- Fool, Spiritul Scenei este entitatea care i se arată Sorei la Kaleido Stage. Acesta îi explică Sorei că îl poate vedea deoarece este aleasă de Scenă, iar neobservarea lui este datorată de imposibilitatea Sorei de a reveni pe Scenă. În episodul 18, Sora sesizează că nu îl vede pe Fool, motivul fiind vestea descurajatoare referitoare la desființarea Kaleido Stage, însă îl va revedea când pornește cu Layla să aibă ultima reprezentație cu actul "Libertate". Fool îi citește viitorul posibil prin cărți de Tarot și prin intermediul Astrologiei. Deși îi dă sfaturi, Fool însuși afirmă că nu este nici aliat, nici dușman. Acesta dorește să o surprindă pe Sora goală la duș, scenă care conferă anime-ului amuzament.
- Marion Benigni este fiica tâmplarului și constructorului scenic Jean Benigni. În timp ce se antrena pentru Tripla Iluzie, o consideră pe Sora o persoană netalentată, care nu ar trebui să se afle pe trambulina pe care, cândva, decedata Cynthia Benigni executa acrobații incredibile. Observă determinarea Sorei în antrenamentul acesteia și o va accepta ca prietenă. Vor evolua împreună pe Kids Stage, pe baza unor notițe făcute de mama ei petru a evolua împreună cu fiica ei când aceasta ar fi crescuse.
- Sarah Dupont este managerul dormitoarelor de la Kaleido Stage. Deoarece Sora e o nativă din Japonia, dorește să cunoască numeroase tehnici de arte marțiale japoneze, însă  e refuzată de Sora. Aceasta o ajută pe tânăra Naegino în antrenamentele sale prin numeroase metode alternative propuse de ea. De multe ori se implică în acțiunile Sorei pentru ca aceasta să își poată atinge obiectivele. Îi mărturisește că îl iubește pe Kalos, nedorind să plece de la Kaleido Stage pentru a rămâne lângă el.
- Rosetta Passel este o tânără campioană de Diablo, care sosește la Kaleido Stage. Deoarece este concediată de Kalos[12]. Sora ajunge la un acord cu Kalos, conform căruia cele 2 fete vor realiza un spectacol împreună. La sfârșitul spectacolului Sora îi readuce dragostea pentru scenă. O consideră pe Sora ca o soră mai în vârstă și, ca mulțumire pentru amabilitatea acesteia, Rosetta o ajută de multe ori. Cel mai mare vis al ei este să interpreteze Manevra Legendară împreună cu Sora.
- May Wong este un nou membru al Kaleido Stage, care dorește preluarea poziției Sorei, pe motiv că aceasta nu este destul de talentată.Rivalitatea dintre Sora și May este foarte mult evocată în cea mai mare parte a seriei secunde, lucru ce ajută la creșterea performanțelor celor 2 fete. Se vor lupta pentru numeroase roluri la Kaleido Stage, inclusiv pentru un loc la Festivalul de Circ de la Paris.Deoarece în timpul unei reprezentații din spectacolul Dracula Leon îi dislocă umărul lui May, Sora obține un loc la Festival, alături de Yuri Killian. Totuși May nu renunță și inventează un truc la trapez cu o singură mână(Spirala Demonului), câștigând Festivalul. Până la urmă, va renunța la atitudinea ei față de Sora, ajungând să se înțeleagă în mod colegial.
- Leon Oswald este un trapezist francez care refuză să coopereze cu Sora pe scenă, motivând că aceasta nu este destul de talentată pentru el. Observând că ea reușește să îl înlocuiască în spectacolul Saiyuki-Călătorie spre Vest, se hotărăște să rămână. Se observă adevărata sa dorință, făcută surioarei sale muribunde, Sophie: să termine Acrobația Îngerului, un act la trapez fără rival. Spre finalul seriei secunde Leon renunță la atitudinea sa arogantă față de Sora și o agreează.
- Domnul Kenneth este bătrânul reprezentant al Kaleido Stage și producător scenic. Este pus în aceeași poziție ca și Kalos sau chiar mai superior. Deseori o ajută pe Sora la fel ca și Kalos, motivând că ea este destinată să ajungă un adevărat Kaleido Star.

### Relațiile cu alte personaje
- Charlotte și Julie sunt 2 fete care stau tot timpul împreună la Kaleido Stage. Încă de la început nu o agreează pe Sora datorită circumstanțelor prin care ea a reușit să intre pe scenă. Încearcă tot timpul să îi provoace probleme, însă de cele mai multe ori aceasta reușește să învingă orice obstacol. Cele două fete o să comunice mai bine cu Sora din episodul 23 până la sfârșitul animeului.
- Tim este un băiețel din episodul 3, căruia i-a plăcut foarte mult de acțiunile Sorei la Kaleido Stage. Este văzut la reprezentațiile Sorei, fiind observat la prezentarea spectacolelor ce ilustrau Legendara Manevră, Acrobația Îngerului și Legenda Phoenixului.
- Manami este o prietenă a Sorei din Japonia, care îi spune că vine în S.U.A în urma unui schimb de elevi, însă până la urmă îi spune că a venit la ea, sperând să o readucă înapoi acasă. Va realiza că locul Sorei este la Kaleido Stage și îi va urmări spectacolele senzaționale.
- Meryl este fosta antrenoare de patinaj a lui May. Ea o instruiește să patineze la fel de bine ca fosta ei elevă, afirmând că Sora ar putea-o depăși pe aceasta.
- Cathy Timor este un regizor scenic din Broadway. Aceasta o cheamă pe Sora pentru a juca în spectacolul Salome in Vegas alături de Layla . Vede capacitățile ei scenice și va fi interesată să o vadă în toate reprezentațiile ei la Kaleido Stage.
- Donna Walker este o dresoare de câini însoțitori. Sora este uimită să afle că Donna este cea care a interpretat-o pe Alice din reprezentația "Alice în Țara Minunilor". La îndemnul Donnei, Sora e hotărâtă să transforme scena într-o scenă unde reprezentațiile se fac fără conflicte.

## Accidentări
În timpul antrenamentelor, Sora suferă numeroase accidentări, soldate cu răni mai mult sau mai puțin grave:
| Numele episodului în engleză           | Partea accidentată a corpului | Motivul accidentării |
| -------------------------------------- | ----------------------------- | --- |
| My Amazing And Lonely Challenge        | Mâinile                       | Antrenându-se intens pentru Phoenixul de Aur, Sora suferă numeroase lovituri și zgârieturi cauzate de căderea pe plasa de siguranță timp de o săptămână și de solicitarea continuă a brațelor.                                                               |
| My amazing Challenge for the Lead Role | Umărul drept                  | Antrenamentul pentru Mica Sirenă constă în săritura printr-o cascadă de la un trapez la altul; Sora pornește să sară prea târziu și apucă trapezul, însă mâna îi alunecă și cade în gol. Viteza desprinderii și forța acesteia cauzează dislocarea umărului. |
| An Amazingly Hot New Production        | Tot corpul                    | Practicând sărituri pe o sârmă și căzând de nenumărate ori pe plasa de siguranță și pe sârmă, Sora se zgârie și lovește pe toată suprafața corpului. |
| 23-25                                  | Tot corpul                    | Antrenamentele pe stânci și prinderea unei bile care cântărește cât Layla o rănesc pe Sora foarte mult, cauzându-i lovituri pe toată suprafața corpului. |
| The Amazing Injured Swan               | Călcâiele                     | Deoarece se antrena intens, neîncetat, Sora își solicită foarte mult călcâiele, lucru ce cauzează îndepărtarea pielii de pe acestea. |